# Campoplex egregius
Campoplex egregius là một loài tò vò trong họ Ichneumonidae.